# Albert Pla

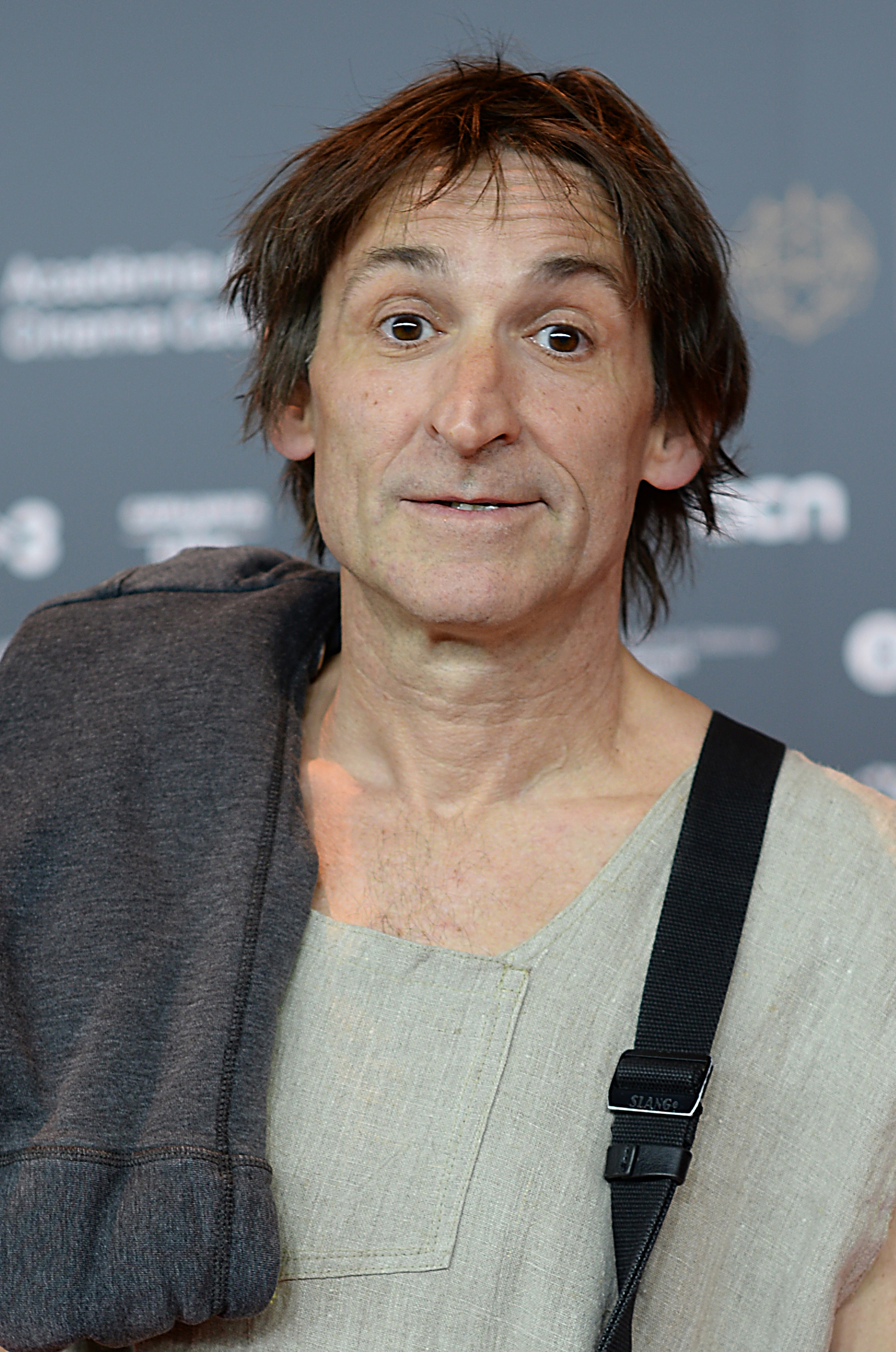
Albert Pla (2020)

Albert Pla i Álvarez (* 22. September 1966 in Sabadell) ist ein spanischer Liedermacher. Er singt auf Spanisch und Katalanisch.

## Karriere
1988 gewann er beim IV. Musikwettbewerb von Jaén. Im folgenden Jahr erschien sein erstes Album: Ho Sento Molt. 1990 wurde er mit dem Katalanischen Musikpreis (Premi Nacional de Música de la Generalitat de Catalunya) ausgezeichnet. 1992 ging er bei BMG Ariola unter Vertrag, wo sein drittes Album, No Solo De Rumba Vive El Hombre 1992 erschien. Das Album enthielt als erstes Lieder mit spanischsprachigen Texten und machte ihn über Katalonien hinaus bekannt.
Er veranstaltet exzentrische Bühnenshows, die er als „multimierda“ (Wortspiel aus „Multimedia“ und „mierda“: Mist) bezeichnet. Seine Texte erzählen tragische, verrückte, komische und irrsinnige Geschichten.
Seine Songs fanden mehrfach Eingang in Soundtracks: Mariano Barrosos Mi Hermano Del Alma (1993), Álex de la Iglesias El Dia de la Bestia von 1995 und Pedro Almodóvars Film Live Flesh – Mit Haut und Haar von 1997.

## Diskografie
- Ho Sento Molt (1989)
- Aquí S’Acaba El Que Es Donava (1990)
- No Solo De Rumba Vive El Hombre (1992)
- Supone Fonollosa (1995)
- Veintegenarios en Alburquerque (1997)
- ¿Anem Al Llit? (2002)
- Cançons d’amor i droga (2003)
- Vida y Milagros (2006)
- La Diferencia (2008)
- Concert a París (2010)
- Somiatruites (2011)
- Miedo (mit Raül Refree, 2018)